# لين إليوت
لين إليوت (بالإنجليزية: Lin Elliott)‏ هو لاعب كرة قدم أمريكية أمريكي، ولد في 11 نوفمبر 1968 في يولس في الولايات المتحدة.

## وصلات خارجية
- لين إليوت على موقع مرجع كرة القدم المحترفة.كوم (الإنجليزية)